# ペーター・フークストラ
ペーター・フークストラ（Peter Hoekstra, 1973年4月4日 - ）は、オランダ・アッセン生まれの元オランダ代表サッカー選手。現役時代のポジションはWG。

## 略歴
出身地アッセンのクラブ、ACVアッセンのユースチーム所属時にPSVアイントホーフェンからスカウトされる。1991年にプロデビューを飾り、主に左ウィングとして活躍した。1995年、チームメイトのボウデヴァイン・ゼンデンの台頭によりレギュラーポジションを失う危機に面したフークストラだったが、ライバルチームであるアヤックスの左ウィング、マルク・オーフェルマルスが故障で長期離脱することになったため、その代役としてアヤックスにレンタル移籍。翌1996年に完全移籍で契約を結んだ。1999年からスペインのコンポステラに1年在籍し、オランダに帰国後はFCフローニンゲンに加入。2001年からはストーク・シティFCで3年間プレーし、2004年に現役を引退した。
オランダ代表では1996年に5試合出場。フース・ヒディンクの下、UEFA欧州選手権1996のグループステージ2試合に左サイドのアタッカーとして出場した。しかし、グループリーグ3試合目のイングランド戦での大敗をきっかけにヒディンクが大幅な戦術変更を行ったため、出場の機会を失った。このイングランド戦がフークストラにとって最後の代表Aマッチとなった。
引退後はFCフローニンゲンに復帰し、ユースチームのコーチを担当している。

## エピソード
- 1995年末、アヤックスは故障したオーフェルマルスの代役としてボウデヴァイン・ゼンデンの移籍をPSVにオファーしていたが、ゼンデン自身がこれを拒否し、この代替案としてフークストラのレンタル移籍案が浮上した。レンタル期間の半シーズンで16試合に出場、5ゴールを決めたフークストラは、シーズン終了後アヤックスへの完全移籍が決定。推定移籍金は500万ギルダー（当時の換算でおよそ3億5千万円）であった。

## 所属クラブ
- PSVアイントホーフェン 1991-1995
- アヤックス・アムステルダム 1995-2001

→ コンポステラ 1999-2000（期限付き移籍）
→ FCフローニンゲン 2000-2001（期限付き移籍）
- ストーク・シティFC 2001-2004